# Федерація скаутів Німеччини
Федерація скаутів Німеччини (нім. Ring deutscher Pfadfinderverbände) — єдина національна скаутська організація Німеччини, заснована у 1949 році під назвою «Асоціація німецьких бой-скаутів».  Організація є членом ВОСР з 1950 року. Станом на 2011 рік чисельність організації становить 115 944 особи
Асоціацію німецьких бой-скаутів було засновано у 1949 році трьома скаутськими асоціаціями:
- Союзом німецьких скаутів (розвідників) (СНМ, нім. Bund Deutscher Pfadfinder, міжрелігійна)
- Християнськими скаутами Німеччини (ХСН, нім. Christliche Pfadfinderschaft Deutschlands, протестантська)
- (НАС, нім. Deutsche Pfadfinderschaft Sankt Georg, римо-католицька)

У 1973 році після розколу Федерації та об'єднанням ХСН із дівчатами-гайдами організацію було перейменовано на «Федерацію скаутів Німеччини». На сьогоднішній день членами Федерації є:
- Союз розвідників та розвідниць (СРР, нім. Bund der Pfadfinderinnen und Pfadfinder, міжрелігійна)
- Німецька асоціація скаутів імені Святого Георгія (НАС, нім. Deutsche Pfadfinderschaft Sankt Georg, римо-католицька)
- Асоціація Християнських скаутів (АХС, нім. Verband Christlicher Pfadfinderinnen und Pfadfinder, міжрелігійна)

Федерація скаутів Німеччини активно співпрацює із Федерацією гайдів Німеччини.